# 再会の時
『再会の時』（さいかいのとき、The Big Chill） は、1983年のアメリカ合衆国のコメディドラマ映画。監督はローレンス・カスダン、出演はトム・ベレンジャーとグレン・クローズなど。
大学時代の友人たちが10数年ぶりに再会して卒業後の生活を語り合う姿を、彼らの学生時代である1960年代のボピュラーソングとともに描いている。

## ストーリー
ハロルド・クーパー（ケヴィン・クライン）と妻のサラ（グレン・クローズ）はミシガン大学の同窓生で、現在はリッチモンドで暮らしている。ハロルドが子供を風呂であやしていると電話がかかり、サウスカロライナ州にある彼らの別荘で、友人のアレックスがバスタブで手首を切って自殺をしたことを知らされる。
アレックスの葬儀でハロルドとサラは大学時代の友人たちと15年振りに会う。有名なテレビ俳優であるサム（トム・ベレンジャー）、アトランタで弁護士をしているメグ（メアリー・ケイ・プレイス）、ピープル誌の記者のマイケル（ジェフ・ゴールドブラム）、ベトナム帰還兵でかつてラジオ番組のホストを務めていたニック（ウィリアム・ハート）、広告会社の重役を夫にもつカレン（ジョベス・ウィリアムズ）らだ。葬儀にはアレックスの恋人のクロエ（メグ・ティリー）も参列していた。カレンはオルガンでローリング・ストーンズの「無情の世界（You Can't Always Get What You Want）」を弾く。
別荘に戻ると、ハロルドは友人たちに向かって週末をここで過ごさないかと誘う。カレンの夫のリチャード（ドン・ギャロウェイ）はカレンを残して去り、8人の共同生活が始まる。

## キャスト
- サム・ウェバー: トム・ベレンジャー（田中秀幸） - テレビドラマの人気俳優。
- サラ・クーパー: グレン・クローズ - 医師。自殺したアレックスと不倫していたことがある。
- マイケル・ゴールド: ジェフ・ゴールドブラム - ピープル誌の記者。女好き。
- ニック・カールトン: ウィリアム・ハート - 元ラジオ番組のホスト。ベトナム戦争で性的不能に。
- ハロルド・クーパー: ケヴィン・クライン - 運動靴チェーン店を経営する実業家。サラの夫。
- メグ・ジョーンズ: メアリー・ケイ・プレイス - 弁護士。結婚はせずに子供を産みたいと考えている。
- クロエ: メグ・ティリー - 自殺したアレックスの恋人。
- カレン・ボーウェンズ: ジョベス・ウィリアムズ - 主婦。デトロイトに暮らしている。
- リチャード・ボーウェンズ: ドン・ギャロウェイ（英語版） - 広告会社の重役。カレンの夫。

## 音楽
使用された主な音楽は以下のとおりである。
- 「悲しいうわさ」（マーヴィン・ゲイ）
- 「マイ・ガール」（テンプテーションズ）
- 「エイント・トゥー・プラウド・トゥ・ベッグ」（テンプテーションズ）
- 「グッド・ラヴィン（英語版）」（ヤング・ラスカルズ）
- 「イン・ザ・ミッドナイト・アワー（英語版）」（ヤング・ラスカルズ）
- 「トラックス・オブ・マイ・ティアーズ」（スモーキー・ロビンソン&ザ・ミラクルズ（英語版））
- 「アイ・セカンド・ザット・エモーション」（スモーキー・ロビンソン&ザ・ミラクルズ）
- 「ジョイ・トゥ・ザ・ワールド」（スリー・ドッグ・ナイト）
- 「ナチュラル・ウーマン」（アレサ・フランクリン）
- 「青い影」（プロコル・ハルム）
- 「テル・ヒム（英語版）」（ジ・エキサイターズ（英語版））
- 「バッド・ムーン・ライジング」（クリーデンス・クリアウォーター・リバイバル）
- 「ザ・ウェイト」（ザ・バンド）
- 「男が女を愛する時」（パーシー・スレッジ）
- 「素敵じゃないか」（ザ・ビーチ・ボーイズ）
- 「愛しておくれ」（スペンサー・デイヴィス・グループ）
- 「無情の世界」（ローリング・ストーンズ）

## エピソード
- 自殺した友人アレックスは、当時まだデビュー間もなかったケビン・コスナーが演じている。しかし顔が映るシーンは全てカットされた。
- 映画はサウスカロライナ州のビューフォート市で撮影された。舞台となる屋敷は、ロバート・デュヴァル主演の映画『パパ』（1979年、原題：The Great Santini）で撮影された屋敷と同じ建物である。
- 音楽を担当したメグ・カスダンはローレンス・カスダン監督の妻である。
- クロエ役のメグ・ティリーは俳優になる前はプロのダンサーであった[4]。そのキャリアがクロエがバレエの体技を行うシーンで生かされている。

## 作品の評価

### 映画批評家によるレビュー
Rotten Tomatoesによれば、批評家の一致した見解は「『再会の時』は素晴らしいキャスト、ほんのわずかの鋭い洞察、その10年間で最高の映画サウンドトラックの1つで世代の高まる倦怠感を捉えている。」であり、38件の評論のうち高評価は68%にあたる26件で、平均点は10点満点中6.19点となっている。
Metacriticによれば、12件の評論のうち、高評価は8件、賛否混在は3件、低評価は1件で、平均点は100点満点中61点となっている。

### 受賞・ノミネート
| 賞                   | 部門                                 | 候補                                      | 結果       |
| -------------------- | ------------------------------------ | ----------------------------------------- | ---------- |
| アカデミー賞         | 作品賞                               | マイケル・シャンバーグ                    | ノミネート |
| アカデミー賞         | 助演女優賞                           | グレン・クローズ                          | ノミネート |
| アカデミー賞         | 脚本賞                               | ローレンス・カスダン バーバラ・ベネデック | ノミネート |
| ゴールデングローブ賞 | 作品賞（ミュージカル・コメディ部門） | --                                        | ノミネート |
| ゴールデングローブ賞 | 脚本賞                               | ローレンス・カスダン バーバラ・ベネデック | ノミネート |
| 英国アカデミー賞     | オリジナル脚本賞                     | ローレンス・カスダン バーバラ・ベネデック | ノミネート |